# Luge nos Jogos Olímpicos de Inverno de 2014 - Revezamento por equipes

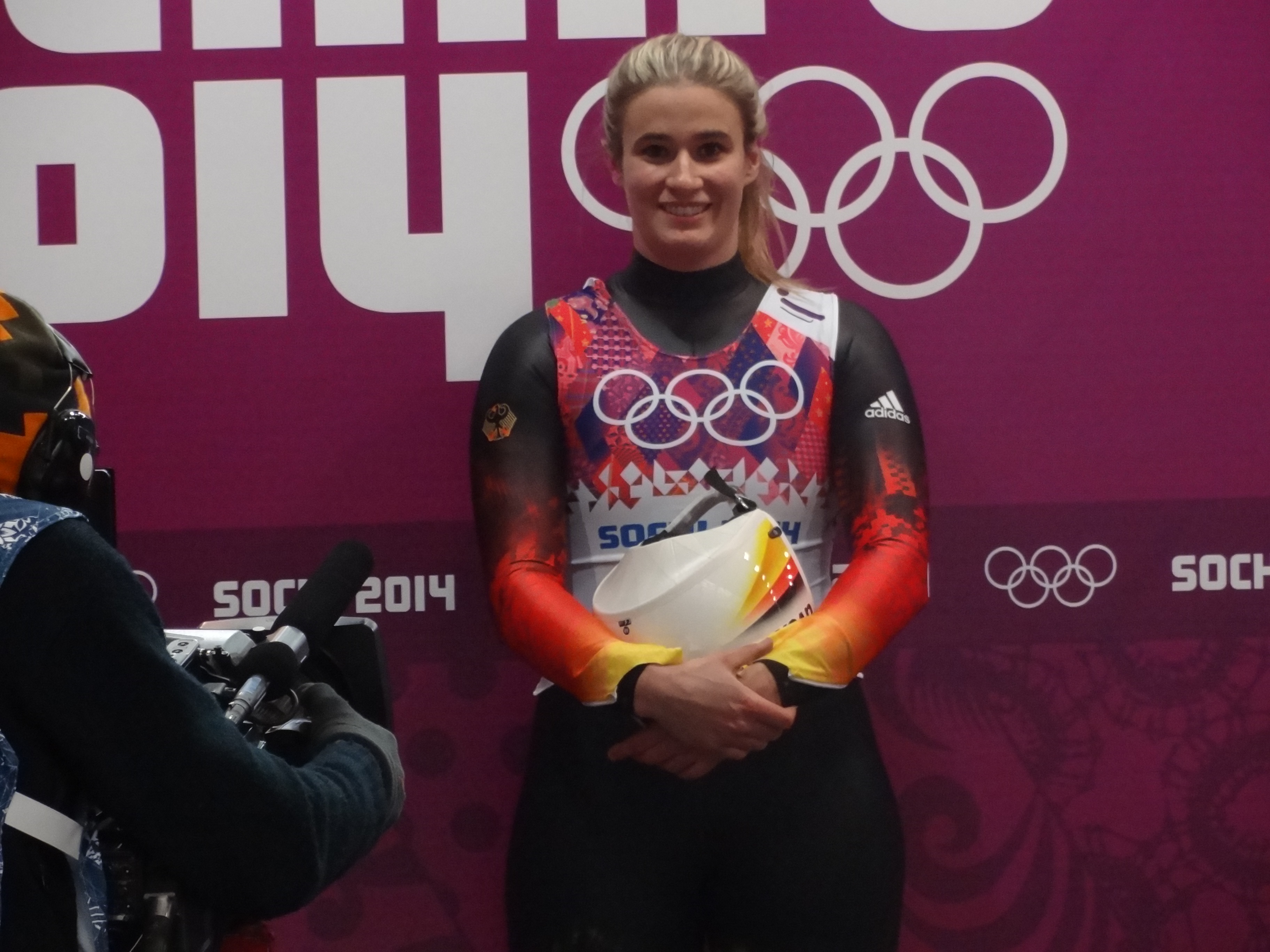
Natalie Geinsenberger, medalhista de ouro

A competição por revezamento do luge nos Jogos Olímpicos de Inverno de 2014 foram disputadas no Centro de Sliding Sanki na Clareira Vermelha em Sóchi, em 13 de fevereiro.
A equipe da Rússia que conquistou a medalha de prata foi desclassificada em 22 de dezembro de 2017 devido a violações de doping dos lugers Albert Demchenko e Tatiana Ivanova. No entanto o Tribunal Arbitral do Esporte anulou essa decisão em 1 de fevereiro de 2018 e retornou a medalha aos atletas russos.

## Medalhistas
|  | GER Alemanha                                               |  | RUS Rússia                                                              |  | LAT Letônia                                           |
|  | Natalie Geisenberger Felix Loch Tobias Wendl / Tobias Arlt |  | Tatiana Ivanova Albert Demchenko Alexander Denisyev / Vladislav Antonov |  | Elīza Tīruma Mārtiņš Rubenis Andris Šics / Juris Šics |

## Resultados
| Pos.              | Bib            | Atletas                                                                 | País                | Feminino | Masculino | Duplas | Total    | Diferença |
| ----------------- | -------------- | ----------------------------------------------------------------------- | ------------------- | -------- | --------- | ------ | -------- | --------- |
| Medalha de ouro   | 10–1 10–2 10–3 | Natalie Geisenberger Felix Loch Tobias Wendl / Tobias Arlt              | GER Alemanha        | 54.095   | 55.639    | 55.915 | 2:45.649 | —         |
| Medalha de prata  | 7–1 7–2 7–3    | Tatiana Ivanova Albert Demchenko Alexander Denisyev / Vladislav Antonov | RUS Rússia          | 54.429   | 55.775    | 56.475 | 2:46.679 | +1.030    |
| Medalha de bronze | 6–1 6–2 6–3    | Elīza Tīruma Mārtiņš Rubenis Andris Šics / Juris Šics                   | LAT Letônia         | 54.745   | 56.048    | 56.502 | 2:47.295 | +1.646    |
| 4                 | 11–1 11–2 11–3 | Alex Gough Samuel Edney Tristan Walker / Justin Snith                   | CAN Canadá          | 54.643   | 56.197    | 56.555 | 2:47.395 | +1.746    |
| 5                 | 9–1 9–2 9–3    | Sandra Gasparini Armin Zöggeler Christian Oberstolz / Patrick Gruber    | ITA Itália          | 54.823   | 56.039    | 56.558 | 2:47.420 | +1.771    |
| 6                 | 8–1 8–2 8–3    | Erin Hamlin Chris Mazdzer Christian Niccum / Jayson Terdiman            | USA Estados Unidos  | 54.338   | 56.245    | 56.972 | 2:47.555 | +1.906    |
| 7                 | 12–1 12–2 12–3 | Miriam Kastlunger Wolfgang Kindl Andreas Linger / Wolfgang Linger       | AUT Áustria         | 55.596   | 56.434    | 56.447 | 2:48.477 | +2.828    |
| 8                 | 3–1 3–2 3–3    | Natalia Wojtuściszyn Maciej Kurowski Patryk Poręba / Karol Mikrut       | POL Polônia         | 54.937   | 56.737    | 58.079 | 2:49.753 | +4.104    |
| 9                 | 4–1 4–2 4–3    | Vendula Kotenová Ondřej Hyman Lukáš Brož / Antonín Brož                 | CZE República Checa | 55.600   | 56.926    | 57.279 | 2:49.805 | +4.156    |
| 10                | 5–1 5–2 5–3    | Viera Gburová Jozef Ninis Marian Zemaník / Jozef Petrulák               | SVK Eslováquia      | 55.757   | 56.472    | 57.936 | 2:50.165 | +4.516    |
| 11                | 2–1 2–2 2–3    | Olena Shkhumova Andriy Kis Oleksandr Obolonchyk / Roman Zakharkiv       | UKR Ucrânia         | 55.671   | 56.882    | 58.502 | 2:51.055 | +5.406    |
| 12                | 1–1 1–2 1–3    | Sung Eun-ryung Kim Dong-hyeon Park Jin-yong / Cho Jung-myung            | KOR Coreia do Sul   | 56.174   | 57.986    | 58.469 | 2:52.629 | +6.980    |

Legenda
| Recorde mundial      | Recorde mundial (World record)               |                       | Recorde africano                      | Recorde africano (African) |                                           | Q | Classificado por posição (Qualified) |
| Recorde olímpico     | Recorde olímpico (Olympic record)            | Recorde da América    | Recorde da América (Americas)         | q                          | Classificado por melhor tempo (Qualified) |   |                                      |
| Melhor marca do ano  | Melhor marca do ano (World leading)          | Recorde asiático      | Recorde asiático (Asian)              | DNS                        | Não largou (Did not start)                |   |                                      |
| Recorde nacional     | Recorde nacional (National record)           | Recorde europeu       | Recorde europeu (European)            | DNF                        | Não terminou (Did not finish)             |   |                                      |
| Recorde pessoal      | Recorde pessoal do atleta (Personal best)    | Recorde da Oceania    | Recorde da Oceania (Oceania)          | DSQ / DQ                   | Desclassificado (Disqualified)            |   |                                      |
| Recorde da temporada | Recorde da temporada do atleta (Season best) | Recorde sul-americano | Recorde sul-americano (South America) | NM                         | Sem marca (No mark)                       |   |                                      |